# 오인균
오인균(1985년 1월 29일~)은 대한민국의 은퇴한 축구 선수이며, 포지션은 미드필더였다.